# Heros
Рід налічує 4 видів риб родини цихлові.

## Види
- Heros efasciatus Heckel 1840
- Heros notatus (Jardine 1843)
- Heros severus Heckel 1840
- Heros spurius Heckel 1840

### Переглянуті (старі) назви
Свого часу до роду Heros належали види, що перенесені до інших родів цихлід.
- Heros spilurus Günther 1862 див. Cryptoheros spilurus (Günther 1862)